# Kanton Vitré
Der Kanton Vitré (bretonisch Kanton Gwitreg) ist seit 2015 ein französischer Wahlkreis im Arrondissement Fougères-Vitré, im Département Ille-et-Vilaine und in der Region Bretagne; sein Hauptort ist Vitré.

## Geschichte
Der Kanton entstand 2015 mit der Neuordnung der Kantone in Frankreich. Die Gemeinden gehörten früher zu den Kantonen Vitré-Est und Vitré-Ouest.

## Lage
Der Kanton Vitré liegt im Osten des Départements Ille-et-Vilaine.

## Gemeinden
Der Kanton besteht aus 22 Gemeinden mit insgesamt 40.184 Einwohnern (Stand: 1. Januar 2022) auf einer Gesamtfläche von 381,84 km²:
| Gemeinde                  | Gallo                   | Bretonisch             | Einwohner (2022) | Fläche (km²) | Code postal | Code Insee |
| ------------------------- | ----------------------- | ---------------------- | ---------------- | ------------ | ----------- | ---------- |
| Balazé                    | Balazae                 | Belezeg                | 2.181            | 36,66        | 35500       | 35015      |
| Bréal-sous-Vitré          | Beréau                  | Breal-Gwitreg          | 614              | 5,75         | 35370       | 35038      |
| Champeaux                 | Chaunpéaus              | Kampal                 | 504              | 9,83         | 35500       | 35052      |
| Châtillon-en-Vendelais    | Chatilhon               | Kastellan-Gwennel      | 1.738            | 32,03        | 35210       | 35072      |
| Cornillé                  | Cornilhae               | Kornilieg              | 967              | 12,47        | 35500       | 35087      |
| Erbrée                    | Aèrbrey                 | Ervored                | 1.713            | 35,52        | 35500       | 35105      |
| La Chapelle-Erbrée        | La Chapèll-Aèrbrey      | Ar Chapel-Ervoreg      | 723              | 11,98        | 35500       | 35061      |
| Landavran                 | Landavran               | Landavran              | 682              | 5,01         | 35450       | 35141      |
| Marpiré                   | Marpirae                | Marbererg              | 1.013            | 10,62        | 35220       | 35166      |
| Mecé                      | Meczaé                  | Mezieg                 | 613              | 15,63        | 35450       | 35170      |
| Mondevert                 | Mondevèrt               | Mondeverzh             | 806              | 5,02         | 35370       | 35183      |
| Montautour                | Montautórr              | Menezaoter             | 268              | 6,90         | 35360       | 35185      |
| Montreuil-des-Landes      | Montroelh-dez-Laundd    | Mousterel-al-Lann      | 235              | 9,42         | 35210       | 35192      |
| Montreuil-sous-Pérouse    | Montroelh-sur-Pérózz    | Mousterel-ar-Veineg    | 1.041            | 15,49        | 35500       | 35194      |
| Pocé-les-Bois             | Poczaé                  | Pozieg                 | 1.317            | 14,84        | 35500       | 35229      |
| Princé                    | Preinczae               | Priskieg               | 398              | 12,36        | 35210       | 35232      |
| Saint-Aubin-des-Landes    | Saent-Aubein-dez-Laundd | Sant-Albin-al-Lann     | 923              | 10,28        | 35500       | 35252      |
| Saint-Christophe-des-Bois | -                       | Sant-Kristol-ar-C'hoad | 562              | 9,26         | 35210       | 35260      |
| Saint-M’Hervé             | Saent-Mervae            | Sant-Merve             | 1.357            | 29,68        | 35500       | 35300      |
| Taillis                   | Tali                    | Talieg                 | 1.036            | 12,27        | 35500       | 35330      |
| Val-d’Izé                 | Izaé                    | Nant-Izeg              | 2.601            | 43,79        | 35450       | 35347      |
| Vitré                     | Vitrae                  | Gwitreg                | 18.892           | 37,03        | 35500       | 35360      |
| Kanton Vitré              | Vitrae                  | Gwitreg                | 40.184           | 381,84       | -           | 3527       |

## Politik
Bereits im 1. Wahlgang am 22. März 2015 gewann das Gespann Isabelle Le Callennec/Thierry Travers (beide Union de la droite) gegen drei weitere Wahlpaare mit einem Stimmenanteil von 58,53 % (Wahlbeteiligung:49,19 %).
| Vertreter im conseil général des Départements | Vertreter im conseil général des Départements | Vertreter im conseil général des Départements |
| Amtszeit                                      | Name                                          | Partei                                        |
| --------------------------------------------- | --------------------------------------------- | --------------------------------------------- |
| 2015–                                         | Isabelle Le Callennec Thierry Travers         | Union de la droite                            |